# USAR
USAR, acronimo della lingua inglese Urban Search and Rescue traducibile in "ricerca e soccorso in ambiente urbano", definisce l'insieme delle pratiche utilizzate per le operazioni di ricerca e soccorso di persone sepolte da macerie in caso di crolli di edifici e strutture, esplosioni o di eventi sismici. L'acronimo inglese è stato adottato dagli standard internazionali e viene usato ovunque nel mondo indipendentemente dalla lingua usata nello Stato. 

## Standard internazionali
Al fine di facilitare le operazioni e il coordinamento in caso di interventi internazionali sono stati definiti degli standard operativi internazionali per le operazioni USAR, la risoluzione dell'Assemblea generale dell'ONU n. 57/150 del 16 dicembre 2002 ("Strengthening the Effectiveness and Coordination of International USAR Assistance") riconosce come organizzazione che si occupa della definizione degli standard l'International Search and Rescue Advisory Group (INSARAG), che fa capo all'Ufficio delle Nazioni Unite per gli affari umanitari (OCHA). 

## Le linee guida ONU
Le linee guida INSARAG forniscono delle indicazioni su dimensionamento, composizione e metodologie di lavoro dei team USAR, in particolare li classifica in tre livelli:
- USAR Light, solitamente locali, intervengono tempestivamente sul luogo con mezzi e attrezzature convenzionali
- USAR Medium, hanno una struttura organizzativa ben definita e attrezzature e strumentazioni specifiche, intervengono anche al di fuori del paese di origine e devono essere in grado di operare su un sito 24 ore su 24 per 7 giorni
- USAR Heavy, hanno una struttura organizzativa definita, mezzi, logistica, personale e attrezzature per poter operare 24 ore su 24 su due diversi siti per 10 giorni, ed intervengono anche al di fuori dello Stato di origine.